# Mattersburg 49ers
Mattersburg 49ers ist ein Basketball-Verein aus Steinbrunn im Burgenland. Der Verein wurde 1949 als Union Basketball Club Mattersburg von Wilhelm Bauer gegründet. 2002 wurde das Team unter der Bezeichnung UBC Mattersburg 49ers österreichischer Cupsieger.
Das Team spielte von 1995 bis 2007 in der höchsten österreichischen Basketball-Liga. 
Die österreichische Basketball-Bundesliga verweigerte im Sommer 2007 den VIVA 49ers Basket die Lizenz für die Basketball-Bundesliga. 
In der Saison 2007/08 nahmen die Mattersburg 49ers in der neu gegliederten 2. Bundesliga in der Division Ost teil. In der Saison 2008/09 spielte der Verein in der burgenländischen Landesliga und wurde Landesmeister.
In der darauffolgenden Saison 2009/10 wurden die 49ers vorletzter in der burgenländischen Landesliga.

## Erfolge
- Cupsieger: 2002
- Burgenländischer Landesmeister: 2008